# Batthyány-kastély (Bicske)
A Batthyány-kastély Bicskén, Fejér vármegyében található.

## Története
A kastélyt Batthyány Lajos gróf, Magyarország utolsó nemzeti nádora építtette 1754–1755-ben. 1770 körül bővítették Batthyány József érsek kezdeményezésére, az ő nevéhez fűződik a kastélyhoz tartozó házi kápolna kialakítása is. A kastély Hild József tervei szerint készült. Batthyány Tivadar, a király személye körüli miniszter átalakíttatta 1796 és 1799 között késő barokk és koraklasszicista stílusban. Az épület U alakú, kétemeletes, 64 helyiségből álló kastély. 
Az 1848-as forradalom és szabadságharc idején ebben az épületben volt három egymást követő osztrák parancsnok főhadiszállása. A második világháborúban német, majd magyar hadikórházként szolgált. A bicskei kastélyépülethez is fűződik anekdota: 1921-ben Zita királyné számára a keleti szárnyban egy vendégszobát készítettek elő. Ekkor próbált IV. Károly király visszatérni a trónra. Végül azért nem szállt meg itt a királyi pár, mert nem akarta, hogy sikertelen kísérlet esetén egy Batthyány-kastélyban fogják el, és ezért együtt emlegessék a Habsburg és a Batthyány nevet.

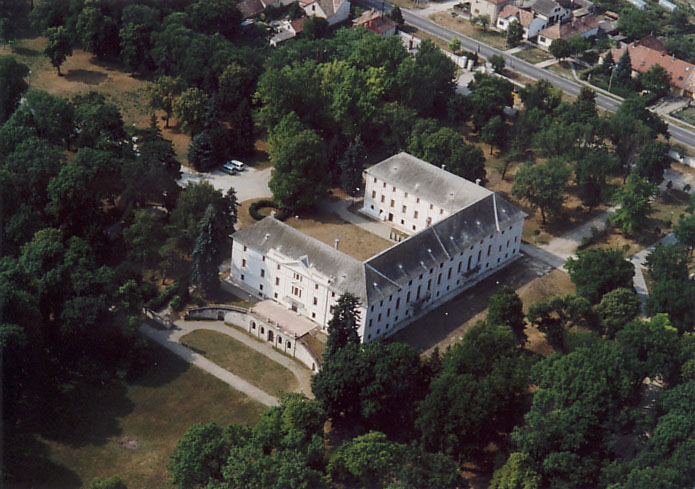
Batthyány-kastély légifelvételről

A 19. század második felében Brachfeld Jenő, majd Wolfinger Adolf lett a kastély és a birtok tulajdonosa. 1897-ben Rosenfeld Henrik örökölte a kastélyt. 1912-ben Károlyi Zsuzsanna grófnő szerezte meg az uradalmat, aki gróf Batthyány Gyula festőművészhez ment feleségül – így az épület újra Batthyány-kastély lett. 1928-ban a Népjóléti és Munkaügyi Minisztérium vásárolta meg a kastélyt, majd ingyenes használatra átadta a székesfővárosnak. Budapest városa anya- és csecsemővédelmi intézetet hozott létre az épületben; 1929 óta gyermekotthon működik benne. 
Jelenleg a magyar állam tulajdona, a Fővárosi Önkormányzat ingyenesen használja; a Kossuth Zsuzsa Gyermekotthon működik a kastélyban. A kastély dísztermében intézménytörténeti kiállítás tekinthető meg. Itt az árvaház idejéből származó képek, dokumentumok, oktatástörténeti érdekességek láthatóak. Itt őrzik Erzsébet királyné és Ferenc József ezüst lúdtollát és kristály tintatartóját.
A kastély nyugati szárnyában Batthyány-emlékkiállítás kapott helyet. A Batthyány-relikviák között találjuk Batthyány Lajos székét és bölcsőjét. Gróf Batthyány Gyula számos festménye látható itt.

## Leírása
Szabadon álló, kétemeletes, U-alaprajzú épület. Főhomlokzata 3+10+3 tengelyes, melynek két szélén enyhén kiugró rizalit található. A földszint ablakai – a bal oldali szárny külső homlokzatát kivéve – szegmensíves záródásúak. A homlokzati rész emeletén nagyméretű, félköríves záródású ablakok vannak, a harmadik és a nyolcadik tengely előtt kettőzött konzolokon nyugvó egyszerű vasrácsos erkély húzódik. A bal oldali szárny külső homlokzata későbbi átalakítás eredménye, ez az épületrész 2+(1+3+1)+2 tengelyes, középrészén enyhén kiugró, jelzésszerűen kiemelkedő rizalit található. A rizalit ablakait kettős lizénák tagolják, felette címeres timpanon és kőbábos attika húzódik. Ezen homlokzat előtt áll a kocsifelhajtó. A jobb oldali szárny külső homlokzata tizenegy tengelyes és puritánabb kiképzésű. Az udvari homlokzaton az oldalszárnyak nyolctengelyesek, megegyeznek a főhomlokzat oldalsó rizalitjaival. A szárnyak végei kéttengelyesek. Az udvari- vagy hátsó-homlokzat tíztengelyes, kialakítása megegyezik a főhomlokzatéval. Az első emelet ablakai félköríves záródásúak, a második emeleten pedig ovális világítóablakok nyílnak.

## A kastélypark
A kastélypark az ország egyik első angolkertje volt, melyben hidakat, grottát, és a kor új igényei szerint holland házikót és üvegházat is emeltek. A 11 hektáros, nemes szépségű kastélypark kiemelkedő történeti, művészeti, kulturális értékénél fogva védett műemlék.